# Мобула звичайна
Мобула звичайна (Mobula mobular) — скат з роду Мобула родини мантових. Інші назви «середземноморський диявол», «середземноморська мобула», «атлантична мобула».

## Опис
Найбільший вид свого роду. Загальна ширина досягає 5,2 м при вазі до 500 кг. Голова велика та широка, а також пласка. Великий рот розташований на нижній поверхні голови, зуби є на обох щелепах. очі широко розташовані. З боків голови присутні плавці-«роги». Зяброві щілини великі. Тіло має ромбоподібну форму. Хвіст помірної довжини із шипом-голкою на кінці. Забарвлення спини темне. Черево має біле забарвлення.

## Спосіб життя
Зустрічається на середніх глибинах. Це пелагічна риба. Трапляється невеликими зграйками в товщі води. Швидко плаває, часто вистрибує з води. Живиться ракоподібними та дрібною рибою.
Це яйцеживородний скат. Самиця народжує 1, вкрай рідко 2, дитинча. Вагітність триває 24 місяці.

## Розповсюдження
Мешкає переважно в Середземному морі, також зустрічається біля узбережжя Ірландії, Португалії, Канарських та Азорських островів. Інколи зустрічається біля узбережжя Мавританії та Сенегалу.